# Nola minorata
Nola minorata är en fjärilsart som beskrevs av Fletcher 1958. Nola minorata ingår i släktet Nola och familjen trågspinnare. Inga underarter finns listade i Catalogue of Life.